# Велике Юр'єво (Владимирська область)
Велике Юр'єво (рос. Большое Юрьево) — присілок у Муромському районі Владимирської області Російської Федерації.
Входить до складу муніципального утворення Ковардицьке сільське поселення. Населення становить 21 особу (2012).

## Історія
Присілок розташований на землях фіно-угорських народів муроми та мещери.
Від 14 квітня 1929 року належить до Муромського району, утвореного спочатку у складі Муромського округу Нижегородської області.
Згідно із законом від 11 травня 2005 року входить до складу муніципального утворення Ковардицьке сільське поселення.

## Населення
| 1859 | 1905 | 1926 | 2002 | 2010 | 2012 |
| ---- | ---- | ---- | ---- | ---- | ---- |
| 217  | ↗307 | ↗408 | ↘14  | ↗21  | →21  |